# Blatné
Blatné é um município da Eslováquia, situado no distrito de Senec, na região de Bratislava. Tem 16,32 km² de área e sua população em 2019 foi estimada em 1801 habitantes.

## Demografia
| Ano:        | 1994 | 2004    | 2014    | 2024   |
| ----------- | ---- | ------- | ------- | ------ |
| Broj ljudi: | 1288 | 1506    | 1742    | 1808   |
| Razlika:    |      | +16,92% | +15,67% | +3,78% |

| Ano:               | 2023 | 2024   |
| ------------------ | ---- | ------ |
| Número de pessoas: | 1834 | 1808   |
| Diferença:         |      | -1,41% |